# The Very Special World of Lee Hazlewood
| Recensione   | Giudizio   |
| ------------ | ---------- |
| AllMusic     | [ 1 ]      |
| Sputnikmusic | 2.0 (Poor) |

The Very Special World of Lee Hazlewood è un album discografico di Lee Hazlewood, pubblicato dall'etichetta discografica MGM Records nel maggio del 1966.

## Tracce

### LP
Lato A
Testi e musiche di Lee Hazlewood.
1. For One Moment – 2:36
2. When a Fool Loves a Fool – 2:08
3. Not the Lovin' Kind – 2:50
4. Your Sweet Love – 4:06
5. Sand (con Suzi Jane Hokom) – 3:35

Lato B
Testi e musiche di Lee Hazlewood.
1. My Autumn's Done Come – 4:03
2. These Boots Are Made for Walkin' – 3:09
3. I Move Around – 3:04
4. So Long, Babe – 2:50
5. Bugles in the Afternoon – 3:10
6. My Baby Cried All Night Long – 3:13

### CD
Edizione CD del 2015, pubblicato dalla Light in the Attic Records (LITA 131)
Testi e musiche di Lee Hazlewood, eccetto dove indicato.
1. For One Moment – 2:36
2. When a Fool Loves a Fool – 3:05
3. Not the Lovin' Kind – 2:48
4. Your Sweet Love – 4:06
5. Sand – 3:35
6. My Autumn's Done Come – 4:04
7. These Boots Are Made for Walkin' – 3:14
8. I Move Around – 3:05
9. So Long, Babe – 2:53
10. Bugles in the Afternoon – 3:15
11. My Baby Cried All Night Long – 3:15
12. Summer Wine – 3:04 (Lee Hazlewood, Suzi Jane Hokom) – Traccia bonus

## Musicisti
For One Moment
- Lee Hazlewood - voce
- Glen Campbell - chitarra
- Billy Strange - chitarra
- Don Dirt Lanier - chitarra
- Don Randi - tastiere
- Chuck Berghofer - basso
- Larry Knechtel - basso
- Jim Gordon - batteria
- Gary Coleman - percussioni
- Israel Baker - strumento ad arco
- Arnold Belnick - strumento ad arco
- Harry Bluestone - strumento ad arco
- John Devoogdt - strumento ad arco
- Joseph DiTullio - strumento ad arco
- Jesse Ehrlich - strumento ad arco
- Armand Kaproff - strumento ad arco
- William Kurasch - strumento ad arco
- Irving Lipschultz - strumento ad arco
- Leonard Malarsky - strumento ad arco
- Jerome Reisler - strumento ad arco
- Emmet Sargeant - strumento ad arco
- Joseph Saxon - strumento ad arco
- Ralph Schaeffer - strumento ad arco
- Sidney Sharp - strumento ad arco
- Darrel Terwilliger - strumento ad arco
- Tibor Zelig - strumento ad arco
- Registrato il 14 febbraio 1966

When a Fool Loves a Fool
- Lee Hazlewood - voce
- Al Casey - chitarra
- David Duke - chitarra
- Don Dirt Lanier - chitarra
- Bill Pittman - chitarra
- Billy Strange - chitarra
- Don Randi - tastiere
- Chuck Berghofer - basso
- Carol Kaye - basso fender
- Hal Blaine - batteria
- Emil Richards - percussioni
- Roy Caton - strumento a fiato
- Oliver Mitchell - strumento a fiato
- Henry Sigismonti - strumento a fiato
- Alvin Dinkin - strumento ad arco
- Cecil Figelski - strumento ad arco
- James Getzoff - strumento ad arco
- Harry Hyams - strumento ad arco
- Armand Kaproff - strumento ad arco
- Lou Klass - strumento ad arco
- Edgar Lustgarten - strumento ad arco
- Leonard Malarsky - strumento ad arco
- Ralph Schaeffer - strumento ad arco
- Frederick Seykora - strumento ad arco
- Sidney Sharp - strumento ad arco
- Paul Shure - strumento ad arco
- Registrato il 28 ottobre 1965

Not the Lovin' Kind
- Lee Hazlewood - voce
- Al Casey - chitarra
- Billy Strange - chitarra
- Don Dirt Lanier - chitarra
- Chuck Berghofer - basso
- Hal Blaine - batteria
- Gary Coleman - percussioni
- Hoyt Bohanon - strumento a fiato
- Roy Caton - strumento a fiato
- Oliver Mitchell - strumento a fiato
- Israel Baker - strumento ad arco
- Irving Katz - strumento ad arco
- Lou Klass - strumento ad arco
- William Kurasch - strumento ad arco
- Leonard Malarsky - strumento ad arco
- Sidney Sharp - strumento ad arco
- Registrato il 21 gennaio 1966

Your Sweet Love
- Lee Hazlewood - voce
- Al Casey - chitarra
- Don Dirt Lanier - chitarra
- Lou Morell - chitarra
- Billy Strange - chitarra
- Donald Bagley - basso
- Hal Blaine - batteria
- Julius Wechter - percussioni, vibrafono
- Harold Ayres - strumento ad arco
- Amatol Kaminsky - strumento ad arco
- Robert Korda - strumento ad arco
- William Kurasch - strumento ad arco
- Leonard Malarsky - strumento ad arco
- Stanley Plummer - strumento ad arco
- Joseph Saxon - strumento ad arco
- Emmet Sargeant - strumento ad arco
- Frederick Seykora - strumento ad arco
- Tibor Zelig - strumento ad arco
- Registrato il 17 dicembre 1965

Sand
- Lee Hazlewood - voce
- Glen Campbell - chitarra
- Don Dirt Lanier - chitarra
- Billy Strange - chitarra
- Don Randi - tastiere
- Chuck Berghofer - basso
- Larry Knechtel - basso
- Jim Gordon - batteria
- Gary Coleman - percussioni
- Israel Baker - strumento ad arco
- Arnold Belnick - strumento ad arco
- Harry Bluestone - strumento ad arco
- John Devoogdt - strumento ad arco
- Joseph DiTullio - strumento ad arco
- Jesse Ehrlich - strumento ad arco
- Armand Kaproff - strumento ad arco
- William Kurasch - strumento ad arco
- Irving Lipschultz - strumento ad arco
- Leonard Malarsky - strumento ad arco
- Jerome Reisler - strumento ad arco
- Emmet Sargeant - strumento ad arco
- Joseph Saxon - strumento ad arco
- Ralph Schaeffer - strumento ad arco
- Sidney Sharp - strumento ad arco
- Darrel Terwilliger - strumento ad arco
- Tibor Zelig - strumento ad arco
- Registrato il 14 febbraio 1966

My Autumn's Done Come
- Lee Hazlewood - voce
- Al Casey - chitarra
- Don Dirt Lanier - chitarra
- Lou Morell - chitarra
- Billy Strange - chitarra
- Donald Bagley - basso
- Hal Blaine - batteria
- Julius Wechter - percussioni, vibrafono
- Harold Ayres - strumento ad arco
- Amatol Kaminsky - strumento ad arco
- Robert Korda - strumento ad arco
- William Kurasch - strumento ad arco
- Leonard Malarsky - strumento ad arco
- Stanley Plummer - strumento ad arco
- Joseph Saxon - strumento ad arco
- Emmet Sargeant - strumento ad arco
- Frederick Seykora - strumento ad arco
- Tibor Zelig - strumento ad arco
- Registrato il 17 dicembre 1965

These Boots Are Made for Walkin'
- Lee Hazlewood - voce
- Al Casey - chitarra
- Don Dirt Lanier - chitarra
- Billy Strange - chitarra
- Chuck Berghofer - basso
- Hal Blaine - batteria
- Gary Coleman - percussioni
- Hoyt Bohanon - strumento a fiato
- Roy Caton - strumento a fiato
- Oliver Mitchell - strumento a fiato
- Israel Baker - strumento ad arco
- Irving Katz - strumento ad arco
- Lou Klass - strumento ad arco
- William Kurasch - strumento ad arco
- Leonard Malarsky - strumento ad arco
- Sidney Sharp - strumento ad arco
- Registrato il 21 gennaio 1966

I Move Around
- Lee Hazlewood - voce
- Al Casey - chitarra
- David Duke - chitarra
- Don Dirt Lanier - chitarra
- Bill Pittman - chitarra
- Billy Strange - chitarra
- Don Randi - tastiere
- Chuck Berghofer - basso
- Carol Kaye - basso fender
- Hal Blaine - batteria
- Emil Richards - percussioni
- Roy Caton - strumento a fiato
- Oliver Mitchell - strumento a fiato
- Henry Sigismonti - strumento a fiato
- Alvin Dinkin - strumento ad arco
- Cecil Figelski - strumento ad arco
- James Getzoff - strumento ad arco
- Harry Hyams - strumento ad arco
- Armand Kaproff - strumento ad arco
- Lou Klass - strumento ad arco
- Edgar Lustgarten - strumento ad arco
- Leonard Malarsky - strumento ad arco
- Ralph Schaeffer - strumento ad arco
- Frederick Seykora - strumento ad arco
- Sidney Sharp - strumento ad arco
- Paul Shure - strumento ad arco
- Registrato il 28 ottobre 1965

So Long, Babe
- Lee Hazlewood - voce
- Al Casey - chitarra
- Don Dirt Lanier - chitarra
- Billy Strange - chitarra
- Chuck Berghofer - basso
- Hal Blaine - batteria
- Gary Coleman - percussioni
- Hoyt Bohanon - strumento a fiato
- Roy Caton - strumento a fiato
- Oliver Mitchell - strumento a fiato
- Israel Baker - strumento ad arco
- Irving Katz - strumento ad arco
- Lou Klass - strumento ad arco
- William Kurasch - strumento ad arco
- Leonard Malarsky - strumento ad arco
- Sidney Sharp - strumento ad arco
- Registrato il 21 gennaio 1966

Bugles in the Afternoon
- Lee Hazlewood - voce
- Al Casey - chitarra
- David Duke - chitarra
- Don Dirt Lanier - chitarra
- Bill Pitmann - chitarra
- Billy Strange - chitarra
- Don Randi - tastiere
- Chuck Berghofer - basso
- Carol Kaye - basso fender
- Hal Blaine - batteria
- Emil Richards - percussioni
- Roy Caton - strumento a fiato
- Oliver Mitchell - strumento a fiato
- Henry Sigismonti - strumento a fiato
- Alvin Dinkin - strumento ad arco
- Cecil Figelski - strumento ad arco
- James Getzoff - strumento ad arco
- Harry Hyams - strumento ad arco
- Armand Kaproff - strumento ad arco
- Lou Klass - strumento ad arco
- Edgar Lustgarten - strumento ad arco
- Leonard Malarsky - strumento ad arco
- Ralph Schaeffer - strumento ad arco
- Frederick Seykora - strumento ad arco
- Sidney Sharp - strumento ad arco
- Paul Shure - strumento ad arco
- Registrato il 28 ottobre 1965

My Baby Cried All Night Long
- Lee Hazlewood - voce
- Al Casey - chitarra
- Don Dirt Lanier - chitarra
- Lou Morell - chitarra
- Billy Strange - chitarra
- Donald Bagley - basso
- Hal Blaine - batteria
- Julius Wechter - percussioni, vibrafono
- Harold Ayres - strumento ad arco
- Amatol Kaminsky - strumento ad arco
- Robert Korda - strumento ad arco
- William Kurasch - strumento ad arco
- Leonard Malarsky - strumento ad arco
- Stanley Plummer - strumento ad arco
- Joseph Saxon - strumento ad arco
- Emmet Sargeant - strumento ad arco
- Frederick Seykora - strumento ad arco
- Tibor Zelig - strumento ad arco
- Registrato il 17 dicembre 1965

Summer Wine
- Lee Hazlewood - voce
- Glen Campbell - chitarra
- Don Dirt Lanier - chitarra
- Lou Morell - chitarra
- Donnie Owens - chitarra
- Billy Strange - chitarra
- Tommy Tedesco - chitarra
- Chuck Berghofer - basso
- Carol Kaye - basso
- Jim Gordon - batteria
- Emil Richards - percussioni
- Harry Bluestone - strumento ad arco
- James Getzoff - strumento ad arco
- Jack Gootkin - strumento ad arco
- William Hymanson - strumento ad arco
- Lou Klass - strumento ad arco
- Marvin Limonick - strumento ad arco
- Ronald Patterson - strumento ad arco
- Stanley Plummer - strumento ad arco
- Nathan Ross - strumento ad arco
- Henry Roth - strumento ad arco
- Ambrose Russo - strumento ad arco
- Ralph Schaeffer - strumento ad arco
- Registrato l'8 giugno 1966[4]

Note aggiuntive
- Lee Hazlewood - produttore (per la Lee Hazlewood Productions)
- Registrazioni effettuate al United Recorders di Hollywood, California (Stati Uniti)
- Val Valentin - ingegnere delle registrazioni
- Pencil Pusher - note retrocopertina album originale[5]